# Cocco (cognome)
Cocco è un cognome di lingua italiana.

## Varianti
Cocca, Coccaro, Coccato, Cocchetti, Cocchi, Cocchia, Cocchiara, Cocchini, Coccoli, Coccon, Coccone, Coccorese, Cucca, Cucchiara, Cucchini, Cucco, Cuccoli, Cucconi, Cuccu, Cuccureddu.

## Origine e diffusione
Cognome tipicamente panitaliano, compare prevalentemente in Sardegna.
Potrebbe derivare dal termine cocco, usato con significato affettivo; deriva dal greco kokkós, "granello". In alcuni casi potrebbe anche essere legato al termine bacucco, "vecchio", o al verso del cuculo. Sono possibili incroci con Coco.
La variante Cuccu è sarda; Cocchi e Cucchi sono centro-settentrionali; Coccon e Coccato sono del Triveneto; Coccaro è meridionale.

## Persone
- Andrea Cocco – calciatore italiano
- Carla Cocco – cantautrice italiana
- Cristian Cocco – personaggio dello spettacolo italiano